# James Frank Gilliam
James Frank Gilliam (* 14. März 1915 in Seattle; † 16. März 1990 in Princeton, New Jersey) war ein US-amerikanischer Althistoriker und Klassischer Philologe.

## Leben
James Frank Gilliam studierte am San Jose State College (B.A. 1935) und an der Stanford University (M.A. 1936). Anschließend ging er an die Yale University, wo er sich eng an den Althistoriker Michael Rostovtzeff anschloss. Nach der Promotion (1940) arbeitete er dort als Instructor in Classics, unterbrochen von seinem Einsatz im Zweiten Weltkrieg von 1941 bis 1945.
1947 ging Gilliam als Assistant Professor an das Wells College in Aurora (New York). 1949 wechselte er an die University of Iowa, wo er zum Professor of History and Classics aufstieg. Nach einem Jahr als Professor of History an der University of Oregon (1961–1962) ging er als Professor of Greek and Latin an die Columbia University. Seine endgültige Wirkungsstätte fand er 1965 in Princeton, wo er am Institute for Advanced Study (IAS) zum Professor of Classics and History berufen wurde. Bereits 1958/1959 und 1963/1964 war er Member des IAS gewesen.
Von 1970 an arbeitete Gilliam nebenamtlich an der Columbia University: Bis 1981 als Kurator der Papyrus-Sammlung, bis 1985 als Adjunct Professor. Von 1972 bis 1975 war er Gastdozent an der Princeton University. Im Jahr 1978/1979 lehrte er als Sather Professor an der University of California, Berkeley.

## Leistungen
Als Schüler Rostovtzeffs konzentrierte sich Gilliam in seiner Forschungsarbeit auf Papyrologie und römische Militärgeschichte. Ausgehend von den Funden von Dura Europos, wo Rostovtzeff in den 20er und 30er Jahren die Ausgrabungen geleitet hatte, behandelte Gilliam inschriftliche und papyrologische Dokumente der römischen Militärgeschichte in den östlichen Provinzen. Seine Forschungsergebnisse legte er in zahlreichen Aufsätzen dar, in denen er fast alle Aspekte der komplexen römischen Militärgeschichte behandelte. Seine Beherrschung des Stoffes befähigte ihn, eine umfassende Darstellung in monografischer Form zu entwerfen. Er stellte ein solches Werk mehrmals in Aussicht, doch kam es nie zustande.